# Décès en septembre 2023
Décès
- 2019
- 2020
- 2021
- 2022
- 2023
- 2024
- 2025
- 2026
- 2027

Pour une information complémentaire, voir la page d'aide.

| Date              | Nom                              | Activités                                                                                          | Âge   | Source  |
| ----------------- | -------------------------------- | -------------------------------------------------------------------------------------------------- | ----- | ------- |
| 1er septembre     | Jimmy Buffett                    | Chanteur de country américain.                                                                     | 76    |         |
| 1er septembre     | Raymond Moriyama                 | Architecte canadien d'origine japonaise.                                                           | 93    | (en)    |
| 1er septembre     | Olivier Picard                   | Historien, archéologue et universitaire français.                                                  | 83    |         |
| 1er septembre     | Bill Richardson                  | Homme politique américain.                                                                         | 75    |         |
| 1er septembre     | Ludovic Vaty                     | Joueur français de basket-ball.                                                                    | 34    |         |
| 2 septembre       | Salif Keita                      | Footballeur international malien.                                                                  | 76    |         |
| 2 septembre       | Ilija Mitić                      | Footballeur yougoslave, naturalisé américain.                                                      | 83    | (bs)    |
| 2 septembre       | Adrien Ouellette                 | Enseignant et homme politique québécois.                                                           | 83    |         |
| 3 septembre       | Jean Bergougnoux                 | Homme d'affaires français.                                                                         | 83    |         |
| 3 septembre       | Stephen Gaukroger                | Professeur d'université et philosophe britannico-australien.                                       | 73    | (en)    |
| 3 septembre       | Maria Carme Junyent i Figueras   | Linguiste espagnole de langue catalane.                                                            | 68    | (ca)    |
| 3 septembre       | Amando de Miguel                 | Sociologue espagnol.                                                                               | 86    | (es)    |
| 3 septembre       | Jacques Pottier                  | Ténor et chanteur français.                                                                        | 93    |         |
| 3 septembre       | Morgan Samuelsson                | Joueur suédois de hockey sur glace.                                                                | 55    |         |
| 3 septembre       | José Sébéloué                    | Auteur-compositeur-interprète et chanteur français.                                                | 74    |         |
| 3 septembre       | David Watkins                    | Joueur gallois de rugby à XV                                                                       | 81    | (en)    |
| 4 septembre       | Josephine Arendt                 | Endocrinologue britannique.                                                                        | 81/82 | (en)    |
| 4 septembre       | Guðbergur Bergsson               | Écrivain et traducteur islandais.                                                                  | 90    |         |
| 4 septembre       | Steve Harwell                    | Musicien américain.                                                                                | 56    |         |
| 4 septembre       | Ameur Hizem                      | Joueur et entraîneur de football tunisien.                                                         | 85    |         |
| 4 septembre       | Ed Meador                        | Joueur professionnel américain de football américain.                                              | 86    | (en)    |
| 4 septembre       | Denis Monette                    | Écrivain et journaliste québécois.                                                                 | 86    |         |
| 4 septembre       | Ferid Murad                      | Biologiste et pharmacologue américain.                                                             | 86    | (en)    |
| 4 septembre       | Gérard Orth                      | Virologiste français.                                                                              | 87    |         |
| 4 septembre       | Kuniji Toda                      | Ingénieur et homme politique japonais.                                                             | 88    | (ja)    |
| 4 septembre       | Gary Wright                      | Musicien américain.                                                                                | 80    |         |
| 5 septembre       | Albert Azaryan                   | Gymnaste soviétique, multiple médaillé olympique (1956, 1960).                                     | 94    | (en)    |
| 5 septembre       | María Teresa Campos              | Présentatrice de télévision espagnole.                                                             | 82    | (es)    |
| 5 septembre       | Pierre Camu                      | Professeur et géographe canadien.                                                                  | 100   |         |
| 5 septembre       | Necmettin Cevheri                | Homme politique turc.                                                                              | 93    | (tr)    |
| 5 septembre       | Adam Exner                       | Prélat canadien de l'Église catholique.                                                            | 94    | (en)    |
| 5 septembre       | Antonio Galves                   | Mathématicien probabiliste, physicien, neurobiologiste et professeur d'université brésilien.       | 76    | (pt-BR) |
| 5 septembre       | Lee Halliday                     | Chanteur et danseur américain de music-hall.                                                       | 95    |         |
| 5 septembre       | Molly Holzschlag                 | auteure, conférencière et défenseure américaine du Web ouvert                                      | 60    | (en)    |
| 5 septembre       | Bernard de Marcken de Mercken    | Homme politique belge.                                                                             | 88    |         |
| 5 septembre       | Shabtai Shavit                   | Officier des renseignements israélien.                                                             | 84    | (en)    |
| 5 septembre       | Anatol Ugorski                   | Pianiste russe.                                                                                    | 80    |         |
| 5 septembre       | Ivan Šuker                       | Économiste et homme politique croate.                                                              | 65    | (it)    |
| 6 septembre       | Marc Bohan                       | Grand couturier français.                                                                          | 97    |         |
| 6 septembre       | Marcel Boiteux                   | Économiste, mathématicien agrégé, normalien, haut fonctionnaire et industriel français.            | 101   |         |
| 6 septembre       | Richard Davis                    | Contrebassiste américain                                                                           | 93    | (en)    |
| 6 septembre       | John Winston Foran               | Homme politique canadien.                                                                          | 71    | (en)    |
| 6 septembre       | Felipe Garín Llombart            | Historien de l'art et muséologue espagnol.                                                         | 79/80 | (es)    |
| 6 septembre       | Hans-Ulrich Klose                | Homme politique allemand.                                                                          | 86    | (de)    |
| 6 septembre       | Giuliano Montaldo                | Réalisateur et scénariste italien.                                                                 | 93    | (it)    |
| 7 septembre       | Marie-Thérèse Gantenbein-Koullen | Femme politique luxembourgeoise.                                                                   | 85    | (lb)    |
| 7 septembre       | Charles Gayle                    | Musicien multi-instrumentiste de free jazz américain.                                              | 84    |         |
| 7 septembre       | Jean-Christian Grinevald         | Metteur en scène français.                                                                         | 78    |         |
| 7 septembre       | Frédérique Hébrard               | Actrice et écrivaine française.                                                                    | 96    |         |
| 7 septembre       | María Jiménez                    | Chanteuse espagnole.                                                                               | 73    | (es)    |
| 7 septembre       | Gérard Lockel                    | Essayiste et guitariste français.                                                                  | 95    |         |
| 7 septembre       | Peter Charles Newman             | Journaliste canadien.                                                                              | 94    | (en)    |
| 7 septembre       | Akira Nishimura                  | Compositeur, professeur et chef d'orchestre japonais.                                              | 69    | (ja)    |
| 7 septembre       | Margherita Rinaldi               | Soprano italienne.                                                                                 | 88    | (it)    |
| 8 septembre       | Didier Berthet                   | Évêque catholique français.                                                                        | 61    |         |
| 8 septembre       | Monique Bégin                    | Professeure, femme politique et féministe québécoise.                                              | 87    |         |
| 8 septembre       | William Derek Clayton            | Botaniste et agrostologue britannique.                                                             | 97    | (en)    |
| 8 septembre       | Ronald Creagh                    | Sociologue britannique naturalisé français.                                                        | 94    |         |
| 8 septembre       | Keith Usherwood Ingold           | Chimiste britannique.                                                                              | 94    | (en)    |
| 8 septembre       | Jacques Julliard                 | Historien, essayiste, journaliste et syndicaliste français.                                        | 90    |         |
| 8 septembre       | Lisa Lyon                        | Culturiste féminine et top model américaine.                                                       | 70    | (en)    |
| 8 septembre       | Buichi Terasawa                  | Dessinateur de manga japonais.                                                                     | 68    |         |
| 9 septembre       | Mangosuthu Buthelezi             | Homme politique sud-africain.                                                                      | 95    |         |
| 9 septembre       | Amara Camara                     | Diplomate guinéen.                                                                                 | ?     |         |
| 9 septembre       | Pierre Claisse                   | Homme politique français.                                                                          | 99    |         |
| 9 septembre       | Christian Lara                   | Réalisateur, scénariste et producteur français.                                                    | 84    |         |
| 9 septembre       | Max Simeoni                      | Médecin et homme politique français.                                                               | 94    |         |
| 9 septembre       | Rainer Troppa                    | Footballeur international est-allemand.                                                            | 65    | (de)    |
| 10 septembre      | Birgit Arrhenius                 | Archéologue suédoise.                                                                              | 91    | (se)    |
| 10 septembre      | Evgueni Brajnik                  | Chef d'orchestre russe.                                                                            | 78    | (ru)    |
| 10 septembre      | Hernán Carrasco Vivanco          | Entraîneur de football chilien.                                                                    | 100   | (es)    |
| 10 septembre      | Brendan Croker                   | Musicien britannique.                                                                              | 70    |         |
| 10 septembre      | Hamidou Laanigri                 | Officier marocain.                                                                                 | 83/84 |         |
| 10 septembre      | Hans Plenk                       | Lugeur allemand, médaillé de bronze aux Jeux olympiques d'hiver de 1964.                           | 85    | (de)    |
| 10 septembre      | Nina Sutton                      | Journaliste et écrivain français.                                                                  | 78    |         |
| 10 septembre      | Hjalmar Torp                     | Historien de l’art, archéologue et pédagogue norvégien.                                            | 99    | (en)    |
| 10 septembre      | Ian Wilmut                       | Embryologiste britannique.                                                                         | 79    |         |
| 11 septembre      | Gérald Bataille                  | Pasteur chrétien évangélique haïtien.                                                              | 69    |         |
| 11 septembre      | Éva Fahidi                       | Rescapée de la Shoah et écrivaine hongroise.                                                       | 97    | (en)    |
| 11 septembre      | Giovanni Gambardella             | Entrepreneur italien.                                                                              | 88    | (it)    |
| 11 septembre      | Lloyd Hines                      | Entrepreneur et homme politique néo-écossais.                                                      | 72    | (en)    |
| 11 septembre      | Hal Nerdal                       | Skieur de nordique australo-norvégien.                                                             | 95    | (en)    |
| 11 septembre      | Mary Terrall                     | Historienne des sciences américaine.                                                               | 71    | (en)    |
| 11 septembre      | Endel Tulving                    | Psychologue estonien naturalisé canadien.                                                          | 96    | (et)    |
| 11 septembre      | Uwe Wesel                        | Juriste allemand.                                                                                  | 90    | (de)    |
| 11 septembre      | John F. Wippel                   | Philosophe, théologien, prêtre catholique, professeur d'universitéaméricain.                       | 90    | (en)    |
| 12 septembre      | Beytocan                         | Musicien kurde.                                                                                    | 67    |         |
| 12 septembre      | Georges Bru                      | Dessinateur et peintre français.                                                                   | 90    |         |
| 12 septembre      | Román Chalbaud                   | Scénariste, réalisateur et producteur vénézuélien.                                                 | 91    | (es)    |
| 12 septembre      | Dominique Colonna                | Footballeur international puis entraîneur français.                                                | 95    |         |
| 12 septembre      | Vicenta Fernández-Montesinos     | Écrivaine espagnole.                                                                               | 92    |         |
| 12 septembre      | Brandon Hunter                   | Joueur de basket-ball américain.                                                                   | 42    | (en)    |
| 12 septembre      | Pete Kozachik                    | Directeur de la photographie et créateur d'effets spéciaux américain.                              | 72    | (en)    |
| 12 septembre      | László Kutas                     | Sculpteur hongrois.                                                                                | 87    | (hu)    |
| 12 septembre      | MohBad                           | Rappeur, chanteur et auteur-compositeur nigérian.                                                  | 27    | (en)    |
| 12 septembre      | Subash Chandra Nemwang           | Avocat et homme politique népalais.                                                                | 70    | (en)    |
| 12 septembre      | Mike Williams                    | Joueur américain de football américain.                                                            | 36    | (en)    |
| 13 septembre      | Renato Calligaro                 | Peintre, graphiste et créateur de bande dessinée italien.                                          | 95    | (it)    |
| 13 septembre      | Isabelle Cazeaux                 | Musicologue franco-américaine.                                                                     | 97    |         |
| 13 septembre      | Henri Dauman                     | Photographe français.                                                                              | 90    |         |
| 13 septembre      | Ichikawa Ennosuke III            | Acteur japonais du théâtre Kabuki.                                                                 | 83    | (ja)    |
| 13 septembre      | Jean-Paul Gauzès                 | Homme politique français.                                                                          | 76    |         |
| 13 septembre      | Joseph Kohn                      | Mathématicien et pédagogue tchécoslovaque et américain.                                            | 91    | (en)    |
| 13 septembre      | Yolande de Ligne                 | Princesse belge, archiduchesse d'Autriche.                                                         | 100   |         |
| 13 septembre      | Perrie Mans                      | Joueur de snooker professionnel sud-africain.                                                      | 82    | (en)    |
| 13 septembre      | Mircea Snegur                    | Homme d'État moldave.                                                                              | 83    | (ru)    |
| 13 septembre      | Roger Whittaker                  | Chanteur et compositeur britannique.                                                               | 87    | (de)    |
| 14 septembre      | Marcel Agboton                   | Prélat catholique béninois.                                                                        | 82    |         |
| 14 septembre      | Pearl Bowser                     | Écrivaine, réalisatrice, productrice et archiviste de cinéma américaine.                           | 92    | (en)    |
| 14 septembre      | Franco Brocani                   | Réalisateur, scénariste et acteur italien                                                          | 85    | (it)    |
| 14 septembre      | Carlo De Simone                  | Linguiste italien.                                                                                 | 90    | (it)    |
| 14 septembre      | Laurence Gavron                  | Cinéaste, scénariste, photographe et femme de lettres franco-sénégalaise.                          | 68    |         |
| 14 septembre      | Luca Giustolisi                  | Joueur de water-polo italien, médaillé de bronze aux Jeux olympiques d'été de 1996.                | 53    | (it)    |
| 14 septembre      | Basil van Rooyen                 | Pilote automobile sud-africain.                                                                    | 84    | (en)    |
| 15 septembre      | Fernando Botero                  | Peintre et sculpteur colombien.                                                                    | 91    |         |
| 15 septembre      | Claude Cormier                   | Architecte paysagiste québécois.                                                                   | 63    |         |
| 15 septembre      | Ady Jung                         | Homme politique luxembourgeois.                                                                    | 84    |         |
| 15 septembre      | Robert A. Kraft                  | Traducteur, bibliste et pédagogue américain.                                                       | 89    | (en)    |
| 15 septembre      | Franco Migliacci                 | Parolier, réalisateur artistique et acteur italien.                                                | 92    | (it)    |
| 15 septembre      | Christopher Miles                | Réalisateur britannique.                                                                           | 84    | (en)    |
| 15 septembre      | Billy Miller                     | Acteur américain.                                                                                  | 43    | (en)    |
| 15 septembre      | Eddy Reyniers                    | Cycliste sur route belge.                                                                          | 76    |         |
| 15 septembre      | Burhan Sargın                    | Footballeur international turc.                                                                    | 94    | (tr)    |
| 15 septembre      | Suzanne Sarroca                  | Chanteuse lyrique soprano française.                                                               | 96    |         |
| 16 septembre      | Jean Allouch                     | Psychanalyste français.                                                                            | 84    |         |
| 16 septembre      | Ron Barassi                      | Joueur australien de football australien.                                                          | 87    | (en)    |
| 16 septembre      | Nikolaï Dobronravov              | Poète et parolier russe.                                                                           | 94    | (ru)    |
| 16 septembre      | Murat Karayılan                  | Homme politique turc, membre du Conseil exécutif de la KCK.                                        | 69    | (tr)    |
| 16 septembre      | John Marshall                    | Batteur de jazz-fusion britannique.                                                                | 82    | (en)    |
| 16 septembre      | Gita Mehta                       | Écrivaine, réalisatrice et journaliste indo-américaine.                                            | 79/80 | (en)    |
| 16 septembre      | Horace Ové                       | Réalisateur, scénariste, producteur et acteur trinidadien.                                         | 86    | (en)    |
| 16 septembre      | Wimie Wilhelm                    | Actrice, réalisatrice et artiste de cabaret néerlandaise.                                          | 62    | (nl)    |
| 17 septembre      | Bruno Dagens                     | Écrivain, historien de l'art et professeur d'université français.                                  | 88    |         |
| 17 septembre      | Catherine May Atlani             | Musicienne, chorégraphe et danseuse française.                                                     | 77    |         |
| 17 septembre      | Ronnie McKinnon                  | Joueur de football international écossais.                                                         | 83    | (en)    |
| 18 septembre      | Henry Boucha                     | Joueur de hockey sur glace américain, médaillé d'argent aux Jeux olympiques d'hiver de 1972.       | 72    | (en)    |
| 18 septembre      | Byun Hee-bong                    | Acteur sud-coréen.                                                                                 | 81    | (ko)    |
| 18 septembre      | Felice Farina                    | Réalisateur italien.                                                                               | 69    | (it)    |
| 18 septembre      | Edward Ferry                     | Rameur d'aviron américain, champion olympique aux Jeux olympiques d'été de 1964.                   | 82    | (en)    |
| 18 septembre      | Seiji Mataichi                   | Homme politique japonais.                                                                          | 79    | (ja)    |
| 18 septembre      | Joe Matt                         | Auteur de bandes dessinées américain.                                                              | 60    | (en)    |
| 18 septembre      | Marinho Peres                    | Footballeur international brésilien.                                                               | 76    | (pt)    |
| 19 septembre      | Lou Deprijck                     | Interprète, compositeur et producteur belge.                                                       | 77    |         |
| 19 septembre      | Vitali Doubko                    | Entraîneur russe de trampoline.                                                                    | 87    | (ru)    |
| 19 septembre      | Per Gahrton                      | Homme politique suédois.                                                                           | 80    | (sv)    |
| 19 septembre      | Stephen Gould                    | Artiste lyrique ténor américain.                                                                   | 61    | (de)    |
| 19 septembre      | Severino Lojodice                | Footballeur italien.                                                                               | 89    | (it)    |
| 19 septembre      | Raymond Pujol                    | Ethnologue français.                                                                               | 96    |         |
| 19 septembre      | Patrice Rhomm                    | Réalisateur français.                                                                              | 92    |         |
| 19 septembre      | G. Peter Scott                   | Mathématicien britannique.                                                                         | 78/79 | (en)    |
| 19 septembre      | Gianni Vattimo                   | Philosophe et homme politique italien.                                                             | 87    |         |
| 20 septembre      | Camille Dimmer                   | Footballeur international et homme politique luxembourgeois.                                       | 84    | (lb)    |
| 20 septembre      | Ruth Fuchs                       | Athlète est-allemande, spécialiste du lancer du javelot, double championne olympique (1972, 1976). | 76    | (en)    |
| 20 septembre      | Renée Hudon                      | Journaliste de radio et de télévision québécoise.                                                  | 81    |         |
| 20 septembre      | Erwin Olaf                       | Photographe néerlandais.                                                                           | 64    | (nl)    |
| 20 septembre      | Odilon Polleunis                 | Footballeur international belge.                                                                   | 80    |         |
| 21 septembre      | Maya Georgieva                   | Joueuse de volley-ball bulgare, médaillée de bronze aux Jeux olympiques d'été de 1980.             | 68    | (bg)    |
| 21 septembre      | Walewska Oliveira                | Joueuse de volley-ball brésilienne, championne et médaillée de bronze olympique (2000, 2008).      | 43    | (pt)    |
| 21 septembre      | Jeremy Silman                    | Maître international du jeu d'échecs américain.                                                    | 69    | (en)    |
| 22 septembre      | Peter Horton                     | Chanteur et écrivain autrichien.                                                                   | 82    | (de)    |
| 22 septembre      | Evelyn Fox Keller                | Physicienne, philosophe des sciences et écrivaine américaine.                                      | 87    | (en)    |
| 22 septembre      | Giovanni Lodetti                 | Footballeur international italien.                                                                 | 81    | (it)    |
| 22 septembre      | Américo Lopes                    | Footballeur international portugais.                                                               | 90    | (pt)    |
| 22 septembre      | Geir Lundestad                   | Directeur de l'Institut Nobel et secrétaire du Comité Nobel norvégien de 1990 à fin 2014.          | 78    | (no)    |
| 22 septembre      | Alejandro Meerapfel              | Chanteur lyrique argentin.                                                                         | 54    |         |
| 22 septembre      | Giorgio Napolitano               | Homme d'État italien, ancien président de la République italienne.                                 | 98    |         |
| 22 septembre      | Boris Ostanine                   | Essayiste et traducteur russe.                                                                     | 76    | (ru)    |
| 22 septembre      | Thiruvenkatachari Parthasarathy  | Mathématicien indien.                                                                              | 83    | (en)    |
| 22 septembre      | Dieter Schneider                 | Parolier allemand.                                                                                 | 86    | (de)    |
| 22 septembre      | Bernard Toublanc-Michel          | Réalisateur français.                                                                              | 95    |         |
| 22 septembre      | Manuel Zapata Orihuela           | Peintre péruvien.                                                                                  | 102   |         |
| 23 septembre      | Edwin Nicholas Arnold            | herpétologiste britannique.                                                                        | 82    | (en)    |
| 23 septembre      | Albert Chaubard                  | Homme politique français.                                                                          | 86    |         |
| 23 septembre      | Thérèze Gamassa                  | Femme politique, militante des droits des femmes congolaise.                                       | 81    |         |
| 23 septembre      | François Glorieux                | Pianiste, compositeur, chef d'orchestre, arrangeur et pédagogue belge.                             | 91    | (nl)    |
| 23 septembre      | Lucie Julia                      | Écrivaine, militante des droits des femmes et assistante sociale française.                        | 96    |         |
| 23 septembre      | Nicolas Kerdiles                 | Joueur professionnel de hockey sur glace franco-américain.                                         | 29    | (en)    |
| 23 septembre      | Terry Kirkman                    | Musicien et compositeur américain.                                                                 | 83    | (en)    |
| 23 septembre      | Noël Tijou                       | Athlète de fond français.                                                                          | 81    |         |
| 24 septembre      | Félix Ayo                        | Violoniste italien.                                                                                | 90    | (en)    |
| 24 septembre      | Pascal Bejui                     | Ferroviphilie, cadreur, écrivain et éditeur français.                                              | 69    |         |
| 24 septembre      | Viktor Belenko                   | Ingénieur aéronautique américain d'origine soviétique.                                             | 76    | (en)    |
| 24 septembre      | Dorra Bouzid                     | Journaliste, pharmacienne, critique d'art tunisienne.                                              | 90    |         |
| 24 septembre      | Léon Fatous                      | Homme politique français.                                                                          | 97    |         |
| 24 septembre      | Philippe Gignoux                 | Traducteur et iranologue français.                                                                 | 92    |         |
| 24 septembre      | Zvi Hecker                       | Architecte israélien et polonais.                                                                  | 92    | (en)    |
| 24 septembre      | Henri Perly                      | Coureur cycliste français.                                                                         | 95    |         |
| 24 septembre      | Steven Pim                       | Homme politique papou-néo-guinéen.                                                                 | ?     | (en)    |
| 25 septembre      | Eugenio Calabi                   | Mathématicien italo-américain.                                                                     | 100   | (en)    |
| 25 septembre      | Fedor Herbut                     | Physicien yougoslave puis serbe.                                                                   | 91    | (en)    |
| 25 septembre      | Zoleka Mandela                   | Écrivaine et militante sud-africaine.                                                              | 43    | (en)    |
| 25 septembre      | David McCallum                   | Acteur britannique.                                                                                | 90    |         |
| 25 septembre      | Matteo Messina Denaro            | Chef mafieux italien.                                                                              | 61    |         |
| 25 septembre      | Nevenka Tadić                    | Psychiatre serbe                                                                                   | 97    | (sr)    |
| 25 septembre      | Anneke Uittenbosch               | Claveciniste néerlandaise.                                                                         | 93    | (nl)    |
| 26 septembre      | Raynald Blais                    | Homme politique canadien.                                                                          | 69    |         |
| 26 septembre      | Teri Hope                        | Mannequin et actrice américaine.                                                                   | 78    | (en)    |
| 26 septembre      | Hisae Mitsuishi                  | Femme politique japonaise.                                                                         | 96    | (ja)    |
| 26 septembre      | Jean Prieur                      | Prêtre et historien français.                                                                      | 100   |         |
| 26 septembre      | Brooks Robinson                  | Joueur américain des ligues majeures de baseball.                                                  | 86    | (en)    |
| 27 septembre      | Jesús Aranzabal                  | Coureur cycliste espagnol.                                                                         | 83    | (es)    |
| 27 septembre      | Jim Forrest                      | Footballeur international écossais.                                                                | 79    | (en)    |
| 27 septembre      | Djovi Gally                      | Homme politique togolais.                                                                          | 67    |         |
| 27 septembre      | Catherine Lachens                | Actrice française.                                                                                 | 78    |         |
| 27 septembre      | Aziz Pahad                       | Homme politique sud-africain.                                                                      | 82    | (en)    |
| 27 septembre      | Soumendu Roy                     | Directeur de la photographie indien.                                                               | 90    | (en)    |
| 27 septembre      | Christophe de Schleswig-Holstein | Duc de Schleswig-Holstein-Sonderbourg-Glücksbourg et chef de la maison d'Oldenbourg depuis 1980.   | 74    | (de)    |
| 27 septembre      | Jean Streff                      | Essayiste, romancier, scénariste et réalisateur français.                                          | 78    |         |
| 27 septembre      | Christine Terraillon             | Skieuse alpine française.                                                                          | 80    |         |
| 27 septembre      | Wang Wenxing                     | Écrivain taïwanais.                                                                                | 84    | (zh)    |
| 27 septembre      | Ryūzō Yanagimachi                | Biologiste et professeur d'université américano-japonais.                                          | 95    | (ja)    |
| 28 septembre      | Louis Bernatchez                 | Professeur de biologie québécois.                                                                  | 63    |         |
| 28 septembre      | Ion Druță                        | Écrivain, poète, dramaturge et historien de la littérature moldave.                                | 95    | (ro)    |
| 28 septembre      | Michael Gambon                   | Acteur britannico-irlandais.                                                                       | 82    | (en)    |
| 28 septembre      | Ganira Pachayeva                 | Femme politique azerbaïdjanaise.                                                                   | 48    | (az)    |
| 28 septembre      | Monkombu Swaminathan             | Généticien et agronome indien.                                                                     | 98    | (en)    |
| 29 septembre      | Roy Boudreau                     | Enseignant et homme politique canadien                                                             | 76    |         |
| 29 septembre      | Michel Crouzet                   | Universitaire français.                                                                            | 95    |         |
| 29 septembre      | Tirso Duarte                     | Chanteur, compositeur, pianiste et arrangeur musical cubain.                                       | 45    | (es)    |
| 29 septembre      | Dianne Feinstein                 | Femme politique américaine.                                                                        | 90    |         |
| 29 septembre      | Jean Galle                       | Joueur et entraîneur de basket-ball français.                                                      | 87    |         |
| 29 septembre      | Joyce Grable                     | Catcheuse américaine.                                                                              | 70    | (en)    |
| 29 septembre      | Anne Kahane                      | Artiste, sculptrice et enseignante canadienne.                                                     | 99    |         |
| 29 septembre      | Kurt Schumacher                  | Joueur américain de football américain.                                                            | 70    | (en)    |
| 30 septembre      | Youssouf Bakayoko                | Diplomate et ambassadeur ivoirien.                                                                 | 80    |         |
| 30 septembre      | Michael F. Flynn                 | Statisticien et écrivain de science-fiction américain.                                             | 76    | (en)    |
| 30 septembre      | Khaled Khalifa                   | Écrivain syrien.                                                                                   | 59    | (ar)    |
| 30 septembre      | Veronika Varga                   | Actrice franco-hongroise.                                                                          | 54    | (hu)    |
| 30 septembre      | Yvette Vaucher                   | Alpiniste et parachutiste suisse.                                                                  | 93    |         |
| date indéterminée | Kim Il-chol                      | Militaire et homme politique nord-coréen.                                                          | 89/90 | (ko)    |